# Katrina Van Soest
Katrina Van Soest (13 gennaio 1999) è una sciatrice alpina canadese.

## Biografia
Attiva in gare FIS dal novembre del 2015, la Van Soest ha esordito in Nor-Am Cup il 16 dicembre dello stesso anno a Panorama in slalom gigante, senza completare la prova, e in Coppa del Mondo il 5 dicembre 2021 a Lake Louise in supergigante (42ª); non ha preso parte a rassegne olimpiche o iridate.

## Palmarès

### Nor-Am Cup
- Miglior piazzamento in classifica generale: 19ª nel 2022

### Campionati canadesi
- 2 medaglie:
  - 1 oro (supergigante nel 2022)
  - 1 bronzo (discesa libera nel 2020)